# 유럽 고속도로 711호선
유럽 고속도로 711호선(European Route E711)은 프랑스의 리옹에서 그르노블까지 이르는 총 연장 111 km의 거리를 이루는 B-클래스급 고속도로이다.

## 경로
- 프랑스
  - E15, E70, E611 : 리옹
  - E712 : 그르노블